# ウィル・ワグナー
ウィリアム・ジェームズ・ワグナー（William James Wagner, 1998年7月29日 - ）は、 アメリカ合衆国テキサス州ヒューストン出身のプロ野球選手（内野手）。右投左打。MLBのサンディエゴ・パドレス所属。
かつて豪球左腕のクローザーとして鳴らし、通算422セーブを記録したビリー・ワグナーを父に持つ。

## 経歴

### プロ入りとアストロズ傘下時代
2021年のMLBドラフト18巡目（全体538位）でヒューストン・アストロズから指名され、プロ入り。契約後、傘下のA級ファイエットビル・ウッドペッカーズでプロデビュー。31試合に出場して打率.299、2本塁打、14打点、5盗塁を記録した。
2022年はA+級アッシュビル・ツーリスツとAA級コーパスクリスティ・フックスでプレーし、2チーム合計で117試合に出場して打率.261、10本塁打、53打点、8盗塁を記録した。オフにはアリゾナ・フォールリーグに参加し、サプライズ・サグアロスに所属した。
2023年はルーキー級フロリダ・コンプレックスリーグ・アストロズ、AA級コーパスクリスティ、AAA級シュガーランド・スペースカウボーイズでプレーし、3チーム合計で65試合に出場して打率.337、7本塁打、38打点、6盗塁を記録した。

### ブルージェイズ時代
2024年7月29日に菊池雄星とのトレードで、ジョーイ・ロパーフィド、ジェイク・ブロスと共にトロント・ブルージェイズへ移籍した。
8月12日にアクティブ・ロースター入りすると、同日のロサンゼルス・エンゼルス戦に「6番・二塁手」で先発出場した。この試合の第1打席にデービス・ダニエルからメジャー初安打となる二塁打を放つと、第2打席で右翼へ適時安打を放ち、メジャー初打点を記録した。第3打席でも安打を記録し、球団史上4人目となるデビュー戦で3安打を記録した選手となった。結局、同年は24試合に出場して打率.305、2本塁打、11打点を記録した。出場試合数は少ないながらも、ルーキーイヤーから打率3割を越えるシーズンとなった。
2025年は後述の移籍前までに前年を上回る40試合に出場して打率.237、7打点、メジャー初盗塁となる1盗塁を記録していた。

### パドレス時代
2025年7月31日にマイナー捕手のブランドン・バレンズエラとのトレードでサンディエゴ・パドレスへ移籍し、同日中に40人枠入りした（そのままオプションでAAA級エルパソ・チワワズに配属）。

## 選手としての特徴
野球IQの高さが評価され、ジョーイ・ウェンドルのような万能内野手となる将来像が挙げられている。打撃はパワーに欠けるが、最高10～12本塁打を放つのではないかという見る向きがある。

## 詳細情報

### 年度別打撃成績
| 年 度    | 球 団    | 試 合 | 打 席 | 打 数 | 得 点 | 安 打 | 二 塁 打 | 三 塁 打 | 本 塁 打 | 塁 打 | 打 点 | 盗 塁 | 盗 塁 死 | 犠 打 | 犠 飛 | 四 球 | 敬 遠 | 死 球 | 三 振 | 併 殺 打 | 打 率 | 出 塁 率 | 長 打 率 | O P S |
| -------- | -------- | ----- | ----- | ----- | ----- | ----- | -------- | -------- | -------- | ----- | ----- | ----- | -------- | ----- | ----- | ----- | ----- | ----- | ----- | -------- | ----- | -------- | -------- | ----- |
| 2024     | TOR      | 24    | 86    | 82    | 8     | 25    | 6        | 0        | 2        | 37    | 11    | 0     | 0        | 0     | 0     | 4     | 0     | 0     | 16    | 3        | .305  | .337     | .451     | .788  |
| MLB：1年 | MLB：1年 | 24    | 86    | 82    | 8     | 25    | 6        | 0        | 2        | 37    | 11    | 0     | 0        | 0     | 0     | 4     | 0     | 0     | 16    | 3        | .305  | .337     | .451     | .788  |

- 2024年度シーズン終了時

### 年度別守備成績
| 年 度 | 球 団 | 一塁（1B） | 一塁（1B） | 一塁（1B） | 一塁（1B） | 一塁（1B） | 一塁（1B） | 二塁（2B） | 二塁（2B） | 二塁（2B） | 二塁（2B） | 二塁（2B） | 二塁（2B） |
| 年 度 | 球 団 | 試 合      | 刺 殺      | 補 殺      | 失 策      | 併 殺      | 守 備 率   | 試 合      | 刺 殺      | 補 殺      | 失 策      | 併 殺      | 守 備 率   |
| ----- | ----- | ---------- | ---------- | ---------- | ---------- | ---------- | ---------- | ---------- | ---------- | ---------- | ---------- | ---------- | ---------- |
| 2024  | TOR   | 1          | 2          | 0          | 0          | 0          | 1.000      | 21         | 29         | 53         | 1          | 12         | .988       |
| MLB   | MLB   | 1          | 2          | 0          | 0          | 0          | 1.000      | 21         | 29         | 53         | 1          | 12         | .988       |

- 2024年度シーズン終了時

### 背番号
- 7（2024年 - 2025年7月30日）